# Boris Kumm
Boris Kumm (* 20. Augustjul. / 1. September 1897greg. in Pärnu; † 21. November 1958 in Tallinn) war ein kommunistischer estnischer Politiker. Er gilt als einer der Hauptverantwortlichen des stalinistischen Terrors im Estland der 1940er Jahre.

## Leben
Boris Kumm schlug sich nach dem Schulabschluss 1911 mit verschiedenen Gelegenheitsarbeiten durch. 1919 nahm er am Estnischen Freiheitskrieg gegen Sowjetrussland teil. 1923 trat Kumm in die Kommunistische Partei Estlands (estnisch Eestimaa Kommunistlik Partei) ein. Im selben Jahr wurde er als Abgeordneter in das estnische Parlament (Riigikogu) gewählt.
Am 1. Dezember 1924 nahm Kumm am gewaltsamen kommunistischen Putschversuch vom 1. Dezember 1924 gegen die estnische Regierung teil, der jedoch am selben Tag in sich zusammenbrach. Kumm wurde daraufhin von den estnischen Behörden verhaftet und zu 15 Jahren Zwangsarbeit verurteilt. Bis 1938 war Kumm in Haft und kam erst durch eine Amnestie des damaligen estnischen Staatspräsidenten Konstantin Päts frei.
Mit der sowjetischen Besetzung Estlands im Sommer 1940 wurde Kumm einer der führenden Politiker des Landes. Von August 1940 bis März 1941 unterstanden ihm als Volkskommissar für innere Angelegenheiten der Estnischen SSR die lokalen Sicherheitsorgane. 1941 wurde Kumm zum Volkskommissar für Staatssicherheit der Estnischen SSR ernannt.
Im selben Jahr besetzten deutsche Truppen das Baltikum. Kumm musste hinter die Frontlinie flüchten. In Moskau war er im Volkskommissariat für Staatssicherheit der UdSSR (NKWD) tätig. 1944 kehrte Kumm mit der Rückeroberung Estlands durch die Rote Armee zurück und wurde in seinen ehemaligen Posten wiedereingesetzt. 1945 wurde er zum Generalmajor ernannt. Ab 1946 trug er den Titel eines Ministers für Staatssicherheit. Von 1941 bis 1950 war Kumm außerdem Abgeordneter im Obersten Sowjet der UdSSR. Von 1940 bis 1951 war er Mitglied des Zentralkomitees der Kommunistischen Partei Estlands und von 1940 bis 1950 Mitglied des Büros des Zentralkomitees der Kommunistischen Partei Estlands.
Während der sowjetischen Besetzung Estlands war Kumm für die stalinistischen Terrormaßnahmen gegen die estnische Bevölkerung im Zuge der gewaltsamen Zwangskollektivierung und politischen Gleichschaltung verantwortlich. Er ging rücksichtslos gegen vermeintliche Gegner der neuen sowjetischen Machthaber, Anti-Kommunisten und Angehörige der früheren estnischen Führungsschicht vor. Kumm gilt als Hauptorganisator der beiden großen Deportationsaktionen gegen die estnische Bevölkerung vom Juni 1941 und März 1949. Allein in der letzten Deportationswelle wurden circa 3 % der estnischen Bevölkerung in die inneren Gebiete der Sowjetunion deportiert.
1950 wurde Kumm weitgehend entmachtet und verlor die Kontrolle über den Sicherheitsapparat. Bis 1952 war er noch Erster stellvertretender Minister für Kommunalwirtschaft, bevor er sich aus der aktiven Politik weitgehend zurückzog. Sechs Jahre später starb er in Tallinn.